# Al-Oekraïense Unie "Vaderland"
De Al-Oekraïense Unie "Vaderland" (Oekraïens: Всеукраїнське об'єднання "Батьківщина" Vseoekrajinske objednannja "Batkivsjtsjyna") is een politieke partij uit Oekraïne, geleid door Joelia Tymosjenko. In Nederlandstalige media staat zij ook wel bekend als de Vaderlandpartij of simpelweg Vaderland.
Batkivsjtsjyna vormde de kern van het voormalige Blok Joelia Tymosjenko en is vertegenwoordigd geweest in de Hoogste Raad (het Oekraïense parlement) sinds Tymosjenko de parlementaire fractie oprichtte in maart 1999. Nadat blokken van politieke partijen in november 2011 het verbod kregen om deel te nemen aan de parlementsverkiezingen, werd Batkivsjtsjyna op eigen kracht een belangrijke kracht in de Oekraïense politiek. Bij de verkiezingen van 2012 voegde de partij "Verenigde Oppositie" aan zijn naam toe en verenigde onder deze noemer verschillende partijen. In deze verkiezingen won de partij 101 parlementszetels. In juni 2013 versmolten verschillende van deze partijen met Batkivsjtsjyna. Op 31 december 2013 telde de partij 90 zetels.
Partijleider Joelia Tymosjenko werd in oktober 2011 veroordeeld tot zeven jaar celstraf wegens machtsmisbruik. Zij zat gevangen te Charkov tot 22 februari 2014.
De partij maakte in 2014 deel uit van de overgangsregering van Arseni Jatsenjoek.
De partij kent geen vast omschreven ideologisch kader, maar maakt gebruik van allerlei elementen uit verschillende ideologische tradities. Doorgaans wordt de partij beschouwd als centrumrechts.

## Verkiezingsresultaten
| 2002 | Blok Joelia Tymosjenko | 1 895 413 | 7,50  | 22 (0)  |
| 2006 | Blok Joelia Tymosjenko | 5 652 876 | 22,29 | 129 (0) |
| 2007 | Blok Joelia Tymosjenko | 7 162 193 | 30,71 | 156 (0) |
| 2012 | Geen blok              | 5 209 090 | 25,54 | 62 (39) |
| 2014 | Geen blok              | 893 549   | 5,68  | 19      |
| 2019 | Geen blok              | 1 158 189 | 8,18  | 26      |